# Niederländische Gemeinde Augsburger Confession
Die Niederländische Gemeinde Augsburger Confession (kurz: NGAC) besteht seit 1585. Sie wurde von lutherischen Glaubensflüchtlingen aus den spanischen Niederlanden gegründet, die in Frankfurt am Main Aufnahme fanden und dort das Bürgerrecht erwarben. Die Geschichte vieler alter Frankfurter Familien ist mit der der Niederländischen Gemeinde A.C. eng verbunden. Die Niederländische Gemeinde A.C. ist neben der Adeligen Ganerbschaft des Hauses Alten Limpurg vielleicht „die letzte beseelte Großfamilie Alt-Frankfurts“ (Alfred Andreae).
Grundlagen der heutigen niederländischen Gemeinde sind die verwandtschaftlichen Beziehungen und die Tradition der in ihr vereinigten Familien und deren Verantwortung für den von ihnen gegründeten Almosenkasten, der über die Jahrhunderte gepflegt und 1998 in eine Stiftung überführt wurde.

## Die Gemeinde
Die Niederländische Gemeinde Augsburger Confession wurde am 31. Mai 1585 von Glaubensflüchtlingen aus Antwerpen unter Führung von Casiodoro de Reina gegründet, die seit 1570 infolge des Achtzigjährigen Krieges nach Frankfurt gekommen waren. Im lutherischen Frankfurt lag das landesherrliche Kirchenregiment beim städtischen Rat, deshalb war die Niederländische Gemeinde keine rechtlich eigenständige Kirchengemeinde, sondern eine genossenschaftlich verfasste Versorgungskasse für die Armen niederländischer Herkunft, ein sogenannter  Almosenkasten ähnlich dem bereits bestehenden Allgemeinen Almosenkasten.
Die Gemeinde wuchs rasch an, weil die Antwerpener Protestanten ihre Heimatstadt nach der Spanischen Eroberung verlassen mussten.
1592 erlangte die Gemeinde das Recht, ihren Gottesdienst in französischer Sprache abzuhalten, und erhielt vom Rat die Weißfrauenkirche als Predigtstätte zugewiesen. Der berief dafür einen französischsprachigen lutherischen Prediger aus Mömpelgard, die zweite Predigerstelle erhielt Reina. Durch fast 200 Jahre lang bis 1788 blieb die Weißfrauenkirche nun französische Kirche. Im 17. und 18. Jahrhundert hatten nacheinander mehrere Mitglieder der Familie Ritter das Amt eines deutschen und französischen Predigers an der Kirche inne. 1788 entschied der Rat, keinen französischsprachigen lutherischen Prediger mehr einzustellen. Einerseits gab es kaum noch Mitglieder der niederländischen Gemeinde, die nicht deutsch sprachen, zum anderen war die konfessionelle Toleranz mittlerweile so gewachsen, dass der Rat dem Bau einer französisch-reformierten Kirche zugestimmt hatte, in der weiterhin französisch gepredigt wurde.
Die Gemeinde bestand weiter als Trägerin des Almosenkastens, dessen Vermögen durch Stiftungen wuchs. So vermachte 1778 Magdalena Margarethe Andreae (1707–1787), Witwe des Schöffen Johann Benjamin Andreae (1705–1778) testamentarisch ihr Haus im Großen Hirschgraben sowie den größten Teil ihres Vermögens von 225.000 Gulden der Niederländischen Gemeinde, um damit ein Waisenhaus zu errichten.
Die Gemeinde ist bis heute eine der ältesten karitativen Vereinigungen in Frankfurt am Main. Das für wohltätige Zwecke gesammelte Vermögen stand bis zum Jahre 1998, als es in die Rechtsform einer Stiftung überführt wurde, allen eingeschriebenen Mitgliedern und deren zur Aufnahme befähigten ehelichen Nachkommen in ungeteilter Gemeinschaft zu. Von ihrer Tradition her ist die Niederländische Gemeinde sowohl eine Solidargenossenschaft, die gemeinsam ein Versorgungsinstitut unterhält, wie auch eine Nachkommen- und Erinnerungsgemeinschaft, welche die familiären Verzweigungen ihrer Angehörigen seit Jahrhunderten in einer Matrikel verzeichnet.
Die Zugehörigkeit zur Gemeinde bedeutet nach dem Verständnis der meisten ihrer Angehörigen mehr als die Mitgliedschaft im Sponsorenkreis zeitgenössischer Wohltätigkeitsstiftungen oder die Anwartschaft auf Unterstützungsleistungen im Falle persönlicher Not. Einst aus den Reihen von Flüchtlingen gestiftet, ist die Niederländische Gemeinde heute ein Inbegriff der reichsstädtischen Bürgertradition Frankfurts am Main, denn im Prozess verwandtschaftlicher Verflechtung ergaben sich für die meisten führenden lutherischen Familien Frankfurts Bezüge zur Niederländischen Gemeinde. So ist sie zu einem Sammelpunkt Alt-Frankfurter Bürgertums geworden. Das Wirken als Vorsteher oder Diakon der Niederländischen Gemeinde gehört zum Lebenslauf zahlreicher namhafter Frankfurter Persönlichkeiten.

## Die Stiftung
1998 wurde der Almosenkasten in die Stiftung Niederländische Gemeinde Augsburger Confession überführt. Voraussetzung für ihre Mitgliedschaft sind Geburt oder Heirat im Kreis der Nachkommen der Stifter und der ehemaligen Mitglieder. Früher weitergehende Bestimmungen wurden im Laufe der Zeit aufgehoben: So brauchen Mitglieder seit 1876 nicht mehr Frankfurter Bürger zu sein und seit 2005 nicht mehr der lutherischen Konfession angehören.

## Publikationen
- Frank Berger (Herausgeber): Glaube Macht Kunst. Antwerpen-Frankfurt um 1600. Historisches Museum Frankfurt, Hessenhuis Antwerpen, 2005, Mörfelden
- Konrad Bund: 400 Jahre Niederländische Gemeinde Augsburger Konfession zu Frankfurt am Main 1585–1985 (Begleittext zur Ausstellung im Stadtarchiv). Frankfurt am Main 1985
- Alexander Dietz: Frankfurter Handelsgeschichte. Fünf Bände (Band 1, 1910; Band 2 und 3, 1921; Band 4 und 5, 1925).
- Heike Drummer: Findbuch zum Bestand Niederländische Gemeinde Augsburger Confession 1585-1985. Stadtarchiv Frankfurt am Main, Repertorien Nr. 645, Amt für Wissenschaft und Kunst der Stadt Frankfurt, 1988, Frankfurt am Main
- Johannes Lehnemann: Historische Nachricht von der vormahls im sechzehenden Jahrhundert berühmten Evangelisch-Lutherischen Kirche in Antorff und der daraus entstandenen Niederländischen Gemeinde Augsburgischer Confession in Franckfurt am Mayn. 1725
- Robert van Roosbroeck: Emigranten. Nederlandse Vluchtelingen in Duitsland (1550-1600). Leuven 1968
- Sabine Wick: Findbuch zum Bestand Niederländische Gemeinde Augsburger Confession II. Institut für Stadtgeschichte Frankfurt am Main, Repertoriennr. 915, 2004, Frankfurt am Main